# Fryderyk II (burgrabia Norymbergi)
Fryderyk II (burgrabia Norymbergi) szwabski, (ur. około 1188, zm. około 1255)  – hrabia von Zollern, burgrabia Norymbergi w latach 1200–1218. Był drugim burgrabią norymberskim pochodzącym z rodu Hohenzollernów.
Był synem Fryderyka I i ojcem  Fryderyka III (burgrabiego Norymbergi).

## Zobacz
- Burgrabstwo Norymbergi